# Gersoniden
Die Gersoniden (auch Gersoni genannt) waren eine jüdische Druckerfamilie in Prag zu Beginn des 16. Jahrhunderts.
Der Begründer Gerson ben Salomo Kohen Katz (1475–1541) (Kaz, daher später Kazische Buchdruckerei) war ein jüdischer Buchdrucker.

## Familienmitglieder
- 1475–1541: Gerson ben Salomo Kohen Katz
- 1502–1591: Mordechai Zemach
- 1628–1690: Isak ben Jehuda Jüdels